# 库姆哈里
库姆哈里（Kumhari），是印度恰蒂斯加尔邦杜爾格县的一个城镇。总人口29737（2001年）。

## 人口
该地2001年总人口29737人，其中男性15348人，女性14389人；0—6岁人口4838人，其中男2533人，女2305人；识字率62.68%，其中男性为71.10%，女性为53.69%。